# Portals
Portals — перший сольний розширений мініальбом гітариста гурту Metallica Кірка Гемметта, випущений 23 квітня 2022 року на лейблі Blackened Recordings. Мініальбом вийшов у цифровому форматі, а також на CD та ексклюзивному вінілі блакитного кольору до Дня музичних магазинів.
Він складається з чотирьох інструментальних треків, описаних у релізі як «колекція шлюзів до незліченних музичних і психічних напрямків». Пісні були записані між 2017 і 2020 роками в різних місцях — від Лос-Анджелеса до Парижа і Оаху. Гемметт додав: «Ця музика була створена за допомогою того, що я називаю аудіо-кінематографічним підходом. Це саундтреки до фільмів у вашій уяві».
Сингл на третій трек мініальбому «High Plains Drifter» вийшов 15 квітня 2022 року, а 22 квітня — анімаційне відео.

## Стиль виконання та оцінка
Нік Балаж з Brave Words & Bloody Knuckles називає EP «більш музично цікавим, ніж те, що його основний гурт зробив на своїх останніх студійних роботах», зазначаючи, що на записах Metallica «соло Хемметта були предметом критики», але тут «ця критика буде знята, оскільки Portals показує талановитого гітариста, який використовує різні ефекти і натхненні звуки, щоб створити різноманітний EP з великою цінністю для повторного прослуховування». Пісні «звучать як міні-фільми або саундтреки до кінофільмів», демонструючи любов Хеммета до фільмів жахів і Клінта Іствуда з «майже прогресивним ухилом 70-х». Балаж на завершення називає мініальбом «приємним сюрпризом» і «страшенно приємним для прослуховування». Джо Дейлі з Metal Hammer зазначає, що Хемметт «грає м'язами, напрацьованими під впливом прог і саундтреків» і «синтезує свої найбільші впливи: метал, фільми жахів, класичну музику і творчість композитора Енніо Морріконе». «Жоден з треків не звучить як невикористані демо-записи Metallica, і вони не зливаються воєдино у розплавлений мозок клаптевий печворк з розмашистих переборів і швидкісних пробіжок», натомість «демонструють композиційну і технічну силу одного з найвпливовіших і найпрозорливіших гітаристів хеві-металу».
Джейсон П. Вудбері з Pitchfork каже, що мініальбом «розкриває прагнення Хемметта бути кінокомпозитором, нашаровуючи крещендоподібні роги, інтермедії фламенко, розбухаючі струнні — і, звичайно ж, величезні рифи і божевільний шреддінг — на композиції, які могли б супроводжувати зомбі-вестерни, готичні трилери у стилі джалло або апокаліптичну наукову фантастику». У цьому проекті Хемметт «часто відмовляється від атмосфери і декорацій на користь повністю справжніх рок-аутів», хоча «не має значення, що територія більше схожа на Thin Lizzy, ніж на Ганса Циммера», тому що «це захоплююче — чути, як Хемметт грає так безсоромно». Хоча Хемметта «часто розглядають як м'який контрапункт Ульріху та Гетфілду», він «насолоджується цим зоряним поворотом, і його почуття свободи у дослідженні за межами Metallica відчутне», створюючи музику, яка «розумно присвячує багато місця знайомим металістам сильним сторонам Хемметта», але також «розкриває композиційну широту і драматичний хист». Wall of Sound вважає, що мініальбом «вартий уваги» тих, хто любить інструментальні альбоми, і хоча він «ймовірно, не приверне увагу більшості шанувальників Metallica, це корисний звуковий досвід, до якого я буду повертатися, коли з'явиться настрій».

### Нагороди
| Видавець              | Список                              | Місце |
| --------------------- | ----------------------------------- | ----- |
| Metal Hammer          | Найкращі металеві альбоми 2022 року | –     |
| Ultimate Classic Rock | 30 найкращих рок-альбомів 2022 року | 27    |

## Список композицій
| Portals track listing | Portals track listing    | Portals track listing      | Portals track listing |
| #                     | Назва                    | Автор                      | Тривалість            |
| --------------------- | ------------------------ | -------------------------- | --------------------- |
| 1.                    | «Maiden and the Monster» | Kirk Hammett, Lani Hammett | 7:17                  |
| 2.                    | «The Jinn»               | K. Hammett, L. Hammett     | 6.57                  |
| 3.                    | «High Plains Drifter»    | K. Hammett, Edwin Outwater | 4:46                  |
| 4.                    | «The Incantation»        | K. Hammett, Outwater       | 8:08                  |
| 27:08                 |                          |                            |                       |

## Учасники запису
Музиканти
- Кірк Гемметт – гітара
- Блейк Нілі – струнні аранжування (лише в одному треці)
- Марсель Фельдмар – ударні (лише в одному треці)
- Матильда Стернат – Віолончель (лише в двох треках)
- Грег Фідельман – басс(track 1)
- Філіп Буссонне – басс (лише в треці 2)
- Жульєн Шарле – перкусія (лише в треці 2)
- Ейб Лаборіел-молодший. – ударні (лише в треці 2)
- Едвін Аутвотер – клавіші, керівник оркестру (лише в 3 та 4 треках)
- Еммануель Цейссон – Арфа (лише в 3 та 4 треках)
- Бен Леш – Ріг (інструмент) (лише в 3 та 4 треках)
- Ендрю Бейн – горн (лише в 3 та 4 треках)
- Надія Сірота – Альт (музичний інструмент) (лише в 3 та 4 треках)
- Натан Коул – Віолончель (лише в 3 та 4 треках)
- Акіко Турамото – Віолончель (лише в 3 та 4 треках)
- Еліза Багг – вокал (лише в 3 та 4 треках)
- Джон Теодор – ударні (лише в 3 та 4 треках)
- Бред Каммінгс – басс (лише в 3 та 4 треках)

Технічна частина
- Кірк Гемметт – Музичний продюсер, Інженер мікшування
- Боб Рок – мікси
- Емілі Лазар – Інженер з мастерингу
- Кріс Оллгуд – мастеринг
- Майк Гілліс – Звукорежисер (лише в 1 та 2 треках)
- Грег Фідельман – додатковий інжиніринг, звукозапис (лише в одному треці)
- Тім Гаркінс – інжиніринг (лише в 3 та 4 треках)
- Енджел Гемметт – фото
- Алекс Тента – дизайн, макетування

## Чарти
| Чарт (2022)                                  | Найвища позиція |
| -------------------------------------------- | --------------- |
| Швейцарія Swiss Albums (Schweizer Hitparade) | 69              |
| US Billboard 200                             | 87              |
| US Top Rock Albums (Billboard)               | 12              |